# Ecological Monographs
Ecological Monographs (abrégé en Ecol. Monogr.) est une série monographique publiée par l'Ecological Society of America. Cette collection a été créée afin de publier des textes trop longs et trop complexes pour paraître dans Ecology et dans Ecological Applications.
D'après le Journal Citation Reports, le facteur d'impact de ce journal était de 5,938 en 2010. Actuellement, le directeur de publication est Aaron M. Ellison (Université Harvard, États-Unis).